# Aartsbisdom Lingayen-Dagupan
Het Aartsbisdom Lingayen-Dagupan (Latijn: Archidioecesis Lingayensis-Dagupanensis) is een van de zestien rooms-katholieke aartsbisdommen van de Filipijnen. Het aartsbisdom Lingayen–Dagupan is het aartsbisdom waarover de aartsbisschop van Lingayen–Dagupan geestelijk leiderschap heeft. De aartsbisschop van Lingayen–Dagupan staat als metropoliet aan het hoofd van de kerkprovincie Lingayen–Dagupan. Huidig aartsbisschop van Lingayen–Dagupan is Socrates Villegas

## Aartsbisschoppen
- Mariano Madriaga, 1963–1973
- Federico Limon, 1973–1991
- Oscar Cruz, 1991–2009
- Socrates Villegas, sinds 2009

Lingayen-Dagupan (aartsbisdom) · Alaminos · Cabanatuan · San Fernando de La Union · San Jose · Urdaneta